# Karibi lombgébics
A karibi lombgébics (Vireo caribaeus) a madarak osztályának verébalakúak (Passeriformes) rendjébe és a lombgébicsfélék (Vireonidae) családja tartozó faj.

## Rendszerezése
A fajt James Bond és Rodolphe Meyer de Schauensee írták le 1942-ben.

## Előfordulása
A Karib-tenger délnyugati részén, Kolumbiához tartozó San Andres-szigetén honos. A természetes élőhelye szubtrópusi és trópusi mangroveerdők, száraz erdők, cserjések és legelők. Állandó, nem vonuló faj.

## Megjelenése
Testhossza 12 centiméter, testtömege 8,6-10 gramm.

## Életmódja
Rovarokkal és gyümölcsökkel táplálkozik.

## Természetvédelmi helyzete
Elterjedési területe egy kisebb sziget, egyedszáma stabil. A Természetvédelmi Világszövetség Vörös listáján sebezhető kategóriában szerepel.

## Külső hivatkozások
- Képek az interneten a fajról
- Xeno-canto